# Cossuti

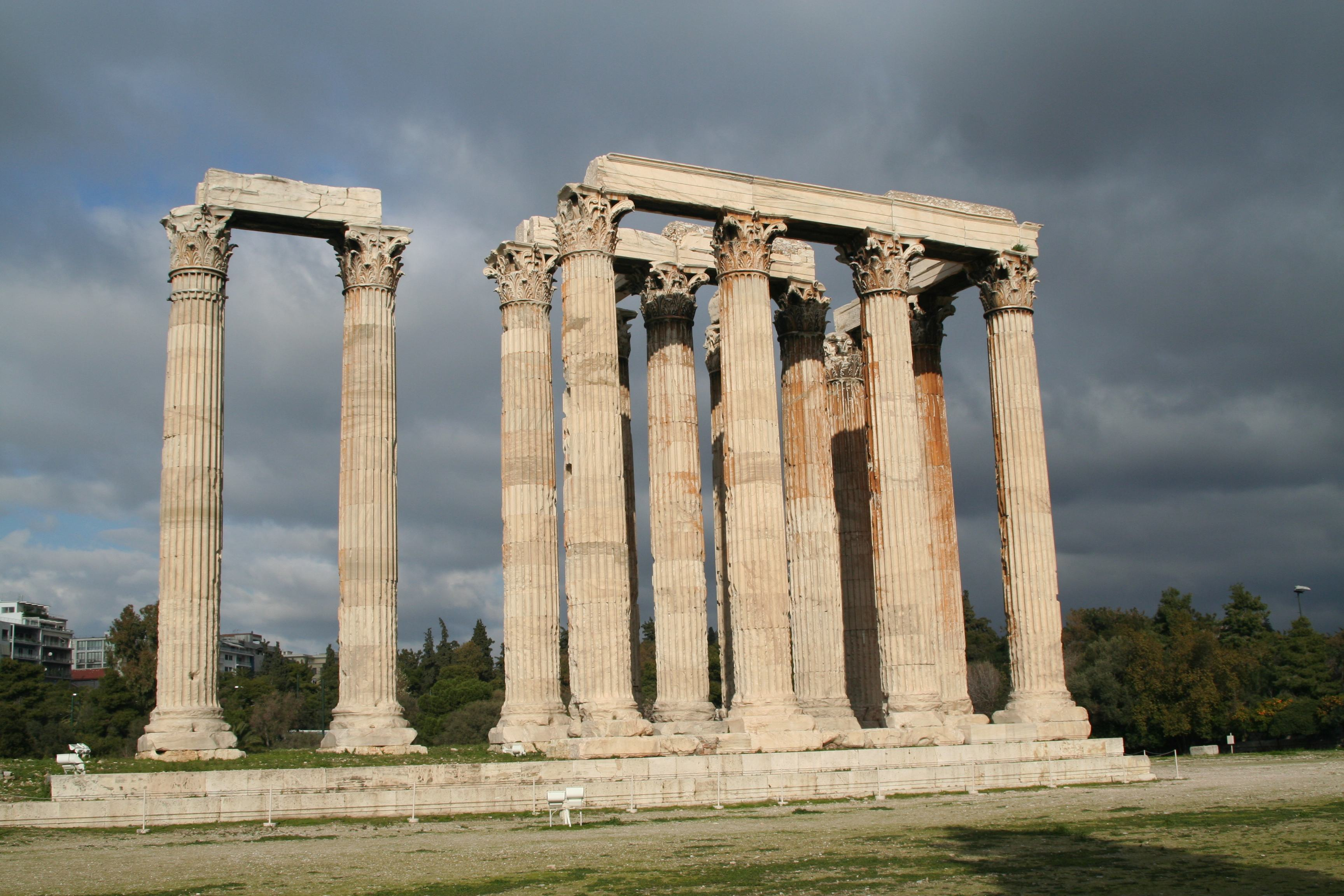
Les restes del temple de Zeus Olímpic a Atenes

Cossuti o potser Cossuci (en llatí Cossutius) va ser un arquitecte romà que va viure al segle ii aC. Formava part de la gens Cossútia, una gens romana de l'ordre eqüestre.
Va reconstruir, per encàrrec del rei selèucida Antíoc IV Epífanes de Síria (174 aC-164 aC) el temple de Zeus Olímpic a Atenes l'any 168 aC, en estil corinti. Més tard Sul·la va privar al temple dels pilars i va ser acabat en la seva forma definitiva per Hadrià.